# Manica (abbigliamento)

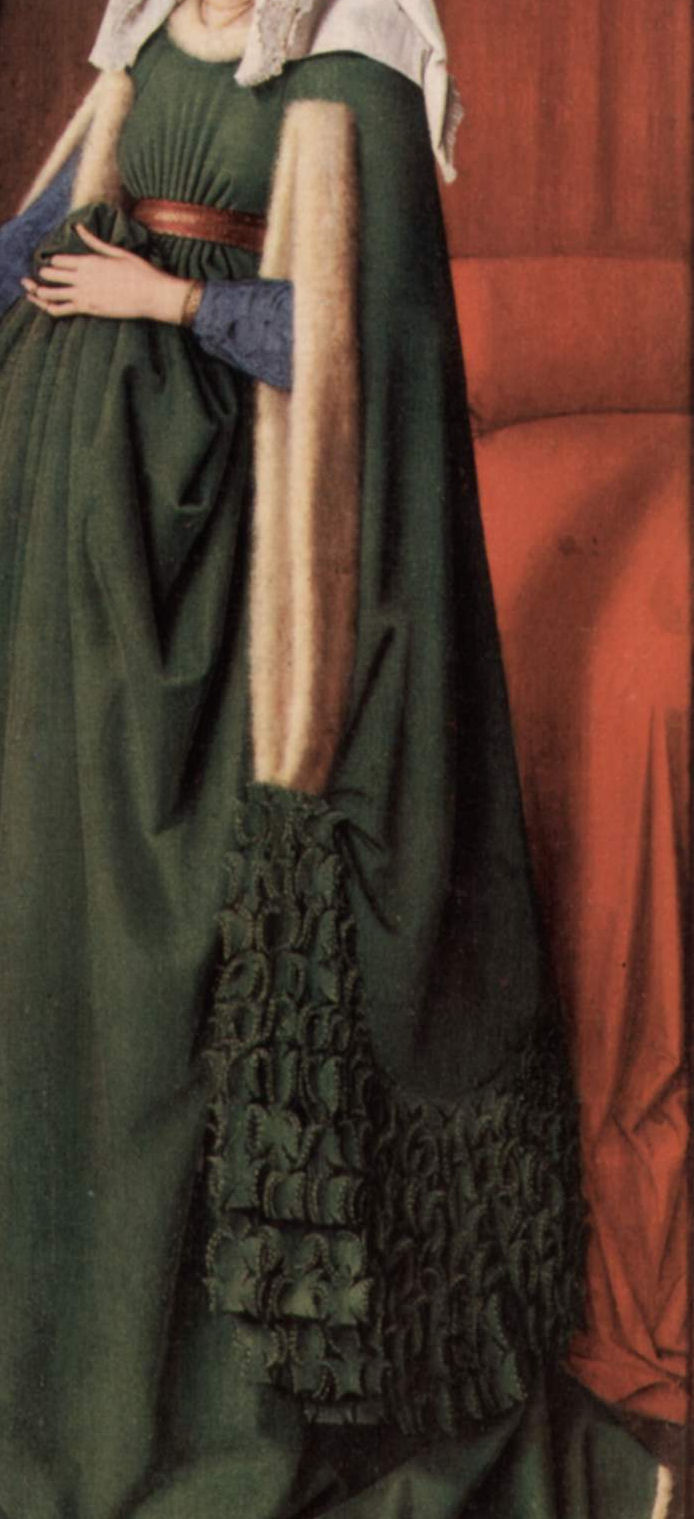
Dettaglio di una manica del celebre Ritratto dei coniugi Arnolfini (1434) di Jan van Eyck.

La manica è quella parte di un indumento che, partendo dalla spalla, copre un braccio parzialmente o nella sua interezza.

## Storia
Le maniche rivestono da sempre un ruolo molto importante nell'abbigliamento e sono una parte imprescindibile di innumerevoli capi. Secondo la scrittrice e giornalista Maria Vittoria Alfonsi, le maniche, nella moda femminile, «ebbero periodi di particolare gloria nei secoli in cui furono alla Amadis, alla veneziana, alla Luigi XIII, alla monacale, alla sacerdotale, alla marinara, alla turca, alla beduina, alla giardiniera, alla pastorella (la "petite bergére") alla Sévigné, alla Du Barry, oppure arricciate o a palloncino, come si può vedere nei ritratti di dame e donzelle all'incoronazione di Napoleone o dell'imperatrice Eugenia con le sue damigelle, nelle donne di Boldini.» Nella moda maschile sono famose quelle opulente e sfarzose degli abiti di re e imperatori francesi e inglesi.
Con la caduta dell'impero napoleonico l'estetica delle maniche si semplificò diventando dritta. Nel diciannovesimo secolo era ricorrente asserire che «la moda nasce dalle maniche». Nel ventesimo secolo, veniva spesso detto che «la rivoluzione dell'abbigliamento nasce dalle maniche». Nel Novecento vi furono poche innovazioni nel design delle maniche di giacche e cappotti, ma si assistette a diversi revival per quanto concerne quello delle maniche. A partire dagli anni quaranta, su impulso del costumista Adrian, si assistette a un rigonfiamento delle maniche negli abiti femminili. Le stesse ritorneranno negli anni ottanta e 2020.

## Tipi di manica
- Angelo: manica drappeggiato e aperta in fondo.
- A campana: manica larga, che si strozza sul polsino.
- Corta: raggiungono pressappoco la metà del bicipite.
- Gigot: manica gonfia all'altezza delle spalle, e stretta sul resto del braccio.
- A giro: aderisce alle spalle, viene usata in tutti i capispalla.[1]
- A kimono: ampia e lineare, si può trovare nelle vestaglie e possono arrivare quasi fino a terra.[1]
- Lunga: dalla spalla al polso
- Mezza: arriva all'altezza del gomito.
- A pagoda: manica svasata sul polso.
- A palloncino: manica ampia e rigonfia.
- A pipistrello: manica di grandi dimensioni, e ampia, che ricrea l'effetto di un poncho. Detta anche manica magiara.
- Raglan: manica piuttosto ampia, attaccata con cucitura a raggio da ascella fino a base collo. Prende il nome da un lord che la uso per primo.[1]
- A sbuffo: manica molto ampia e inclinata di origine rinascimentale.[4]
- Svasata: manica larga e aperta.
- A tulipano: assomiglia a un tulipano.
- Tre quarti: copre tre quarti del braccio.[1]

## Nella cultura
La manica è molto presente nei modi di dire. Fra i più frequenti: 
Avere un asso nella manica: avere ancora una possibilità.
Essere di maniche larghe: essere generoso o spendaccione.
Rimboccarsi le maniche: darsi da fare.
È un altro paio di maniche: una cosa o argomento totalmente diverso dal precedente

## Galleria d'immagini

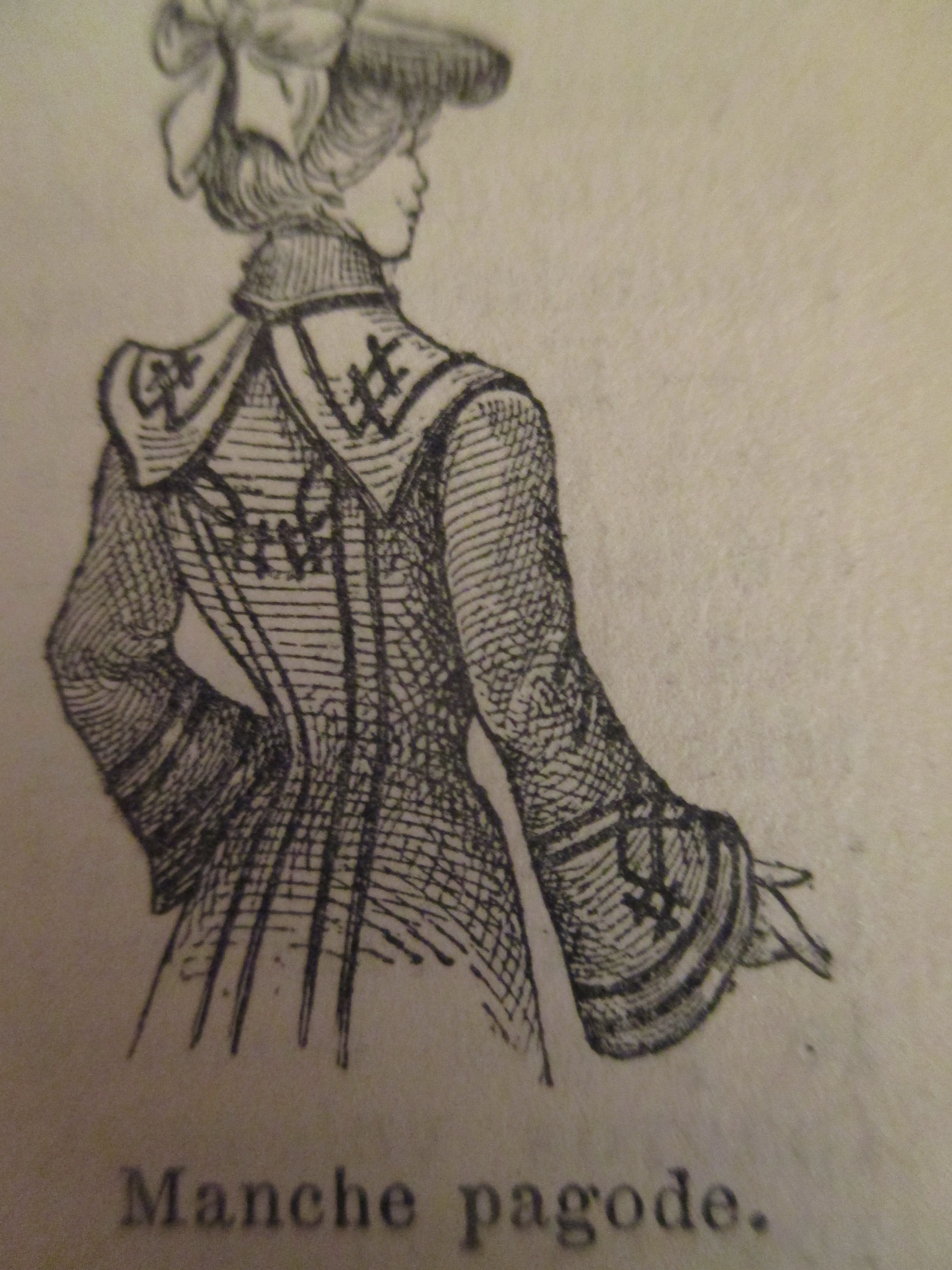
Manica pagoda
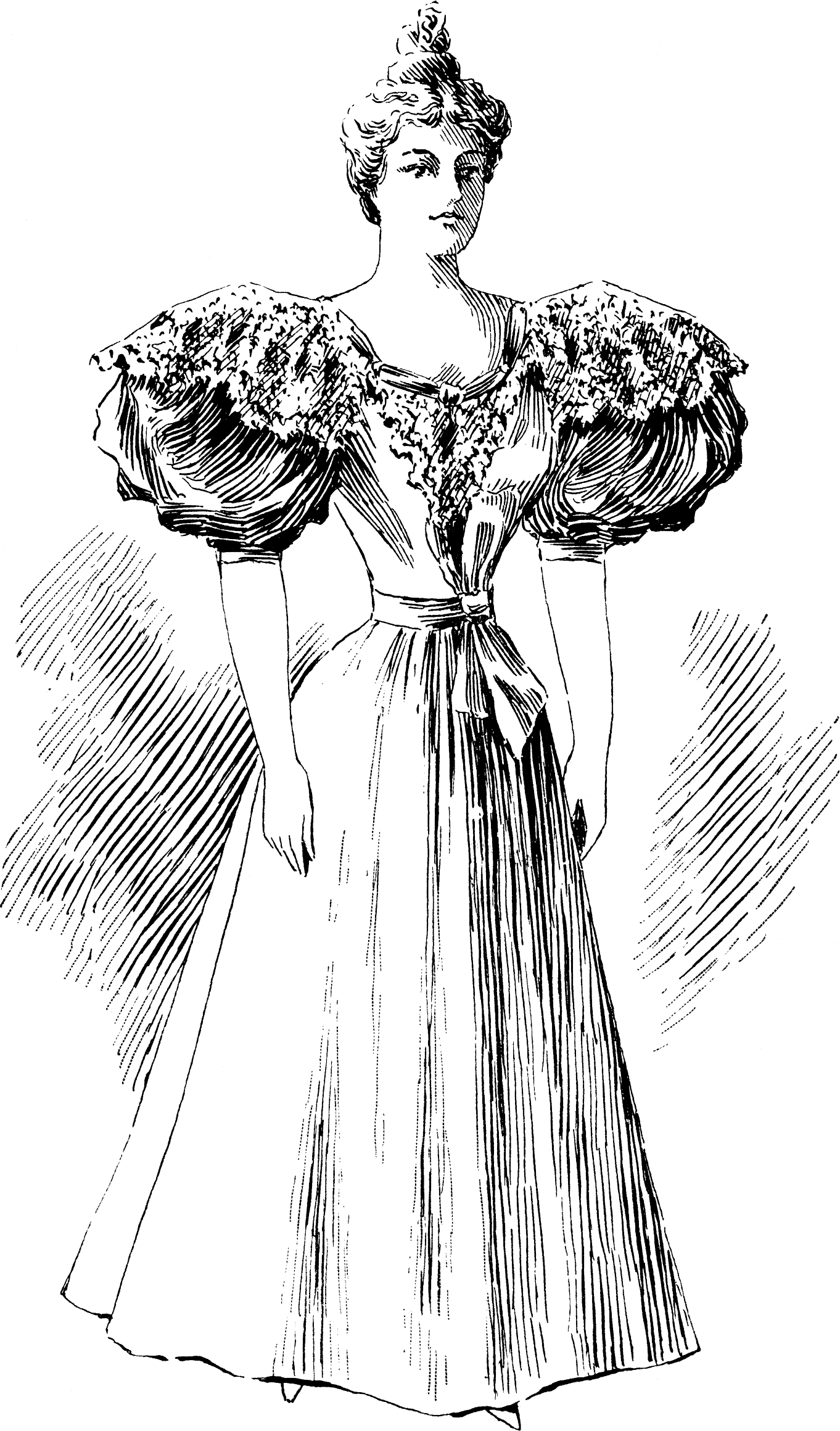
Manica gigot